# Klemens Wenzel von Metternich
Klemens Wenzel Nepomuk Lothar, kníže z Metternich-Winneburgu zu Beilstein (15. května 1773 Koblenz – 11. června 1859 Vídeň), známý jako Klemens von Metternich (německy: [ˈkleːmens fɔn ˈmɛtɐniç]) nebo kníže Metternich, byl konzervativní rakouský státník a diplomat, který byl po tři desetiletí v centru evropské mocenské rovnováhy známé jako Koncert velmocí jako ministr zahraničí Rakouského císařství od roku 1809 a kancléř od roku 1821 až do revolucí roku 1848, které si vynutily jeho rezignaci.

## Život

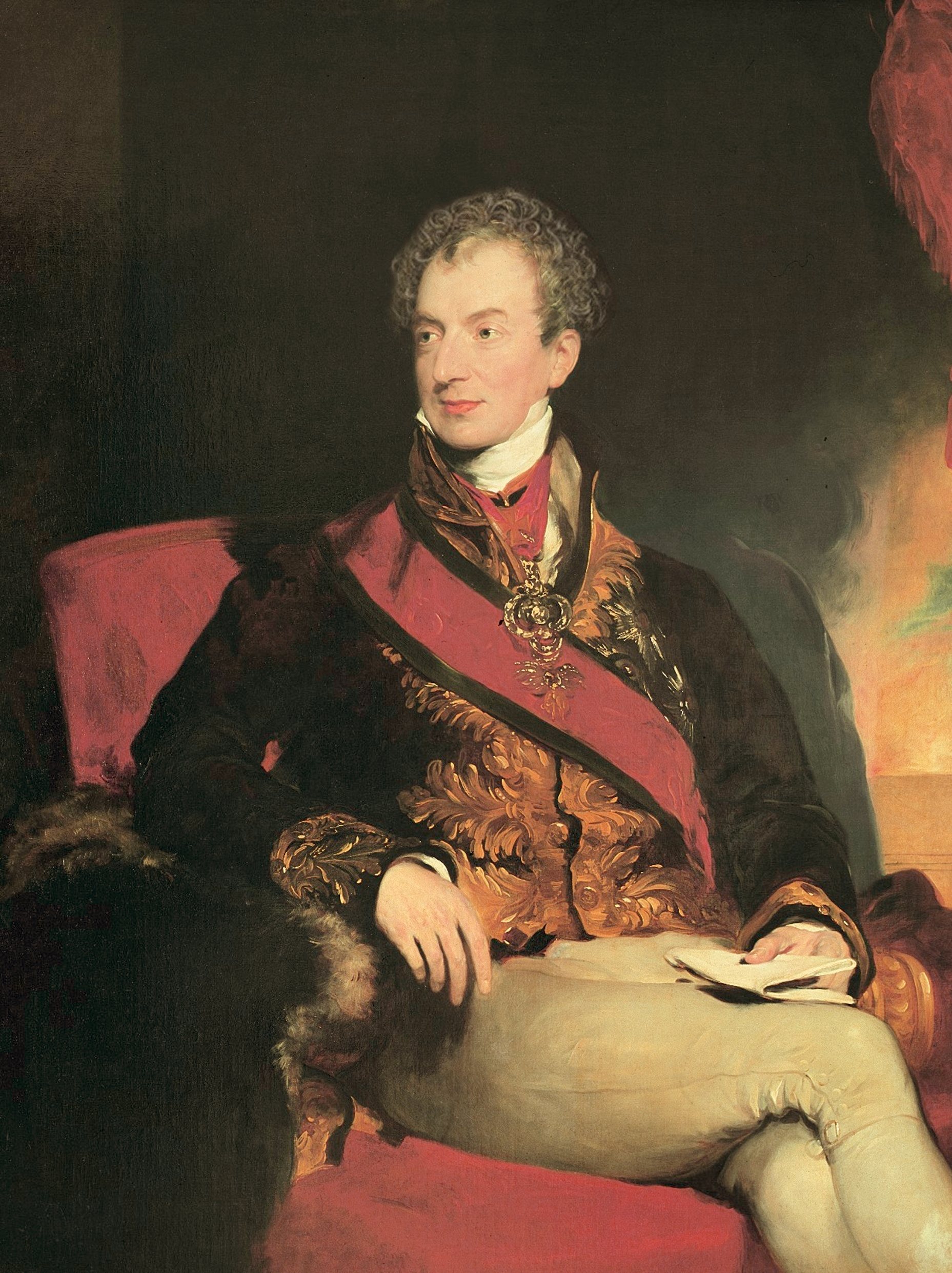
T. Lawrence: Klemens Wenzel von Metternich

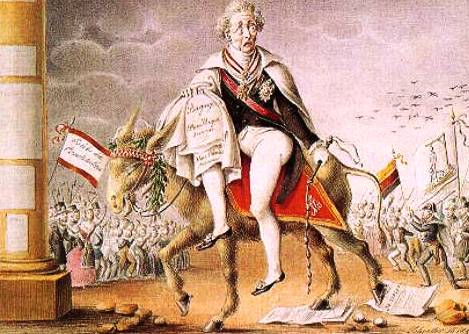
Metternich utíká z Vídně (karikatura, 1848)

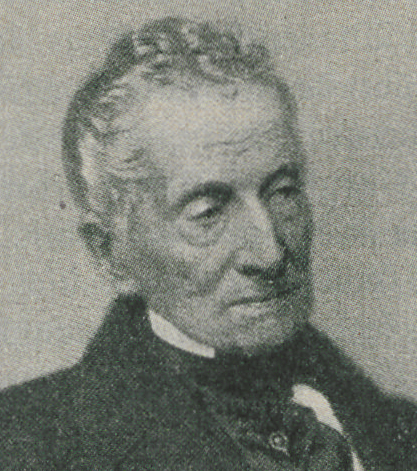
Klemens Metternich (po 1850)

### Mládí
Pocházel ze starého šlechtického rodu Metternichů, který vlastnil majetek v Porýní a od 17. století i v Čechách. Jeho otec František Jiří Metternich byl diplomatem trevírského dvora, matkou byla Marie Beatrix z Kagenecku. Mladý Klemens Metternich studoval dva roky ve Štrasburku, ve stejné době, kdy zde své vojenské vzdělání právě dokončoval Napoleon Bonaparte. Pokoušel se studovat také chemii a lékařství. Studia Klemens dokončil v Mohuči.
Po obsazení Porýní francouzskou republikánskou armádou v roce 1794 se Metternichové uchýlili na své panství Kynžvart v západních Čechách, nicméně v Rakouském císařství byli považováni za cizince, a navíc byl v té době rod ve špatné finanční situaci. Klemensův otec ale záhy vstoupil do diplomatických služeb habsburské monarchie a postavení rodiny se zlepšilo.[zdroj?]

### Sňatek

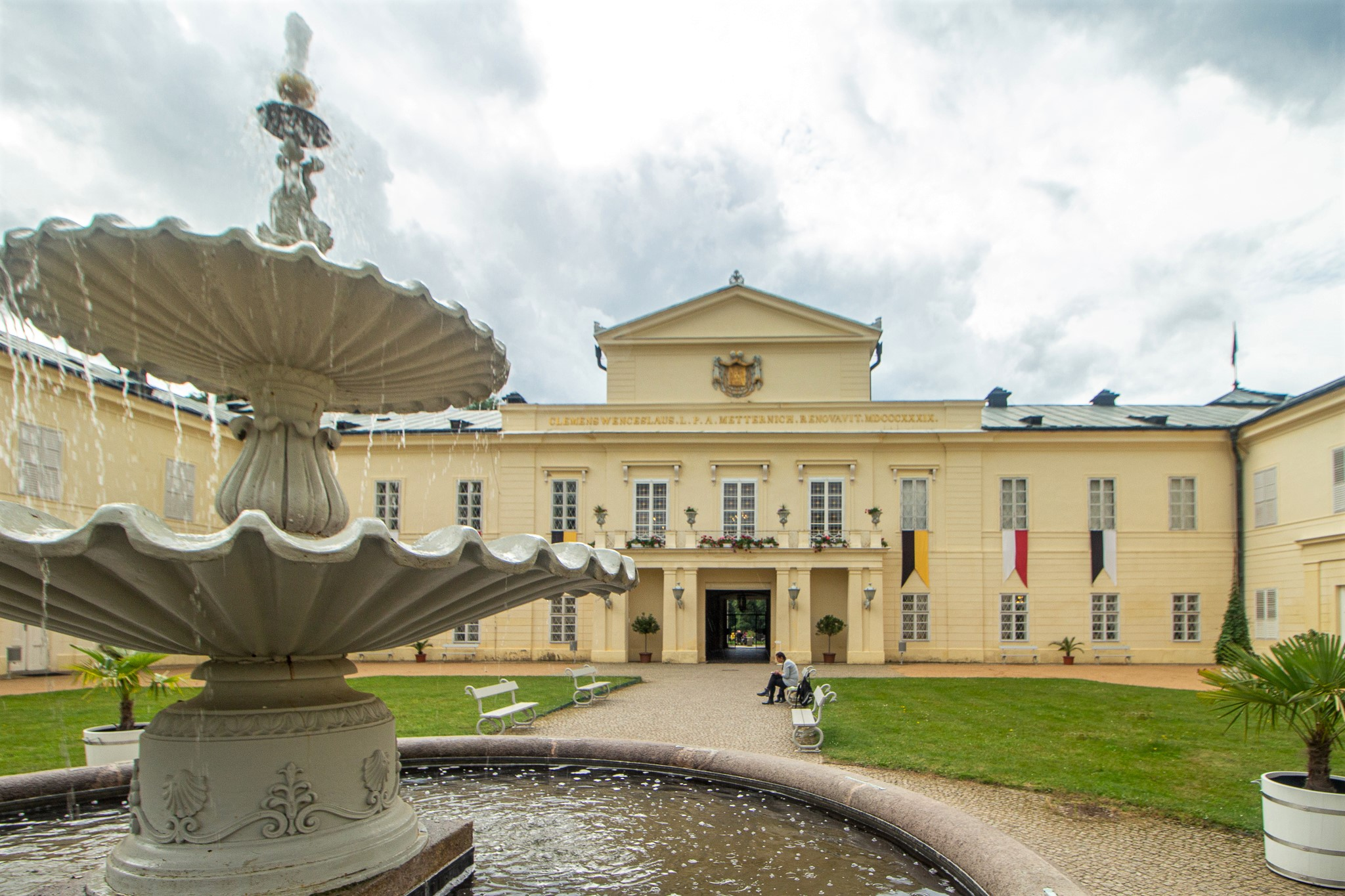
Čestný dvůr Metternichova zámku Kynžvart

Klemens Metternich se ve svých 22 letech oženil v kostele Vzkříšení páně ve Slavkově s bohatou moravskou šlechtičnou Marií Eleonorou Kounicovou, dcerou knížete Arnošta Kryštofa Kounice a vnučkou bývalého kancléře, knížete Václava Antonína Kounice. Sňatkem s hraběnkou Kounicovou se Metternich stal finančně nezávislým. Brzy se zapojil do vídeňského společenského života a doslova si užíval života. Léto trávil na Kynžvartu nebo na statcích své ženy na Moravě, zimu ve Vídni.[zdroj?]

### V diplomatických službách

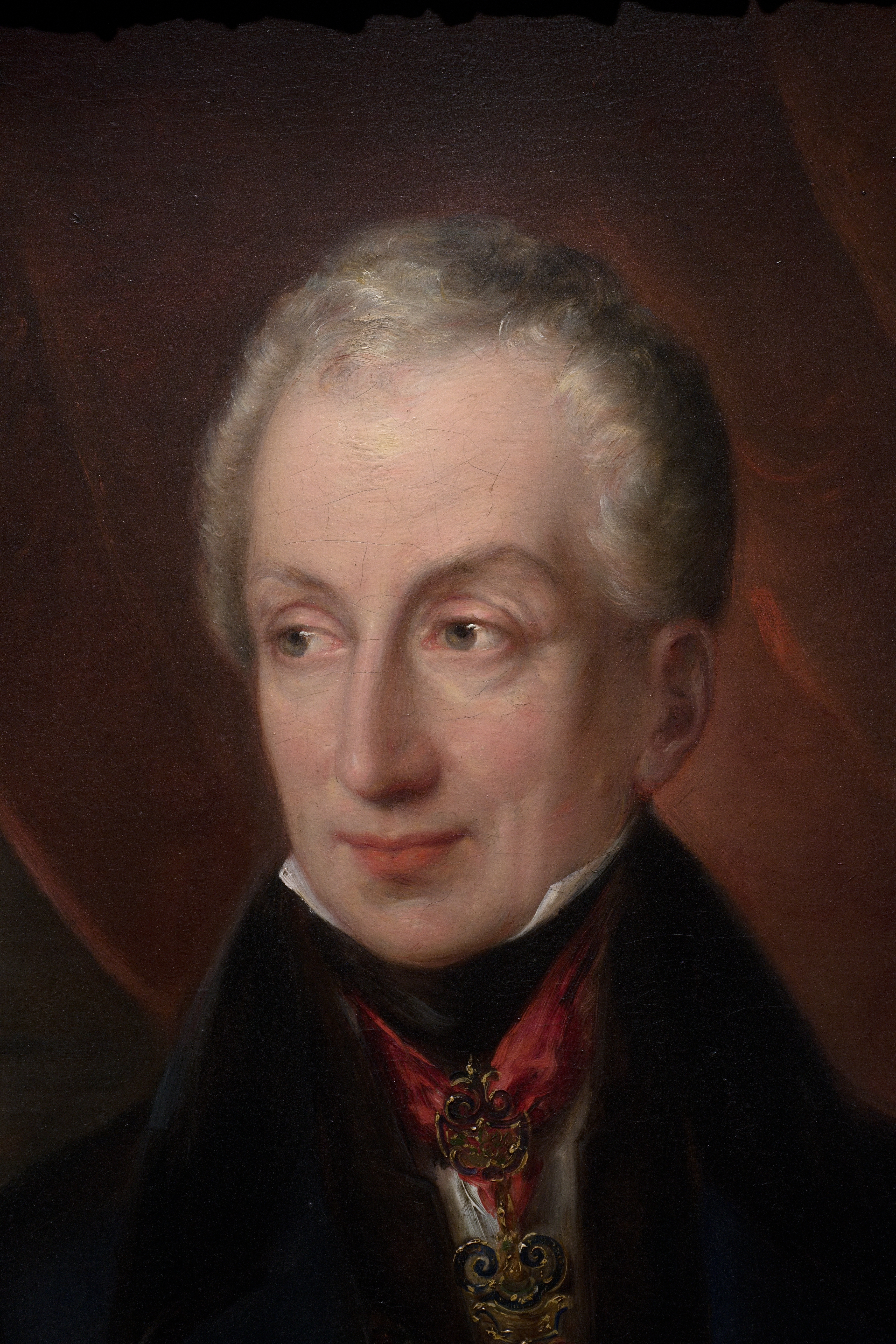
Podobizna knížete Klementa Václava Lothara Metternicha od Františka Weihla kolem roku 1830

Do diplomatických služeb vstoupil až v roce 1801, kdy se stal nejprve vyslancem rakouské monarchie u saského dvora v Drážďanech, od února 1803 u pruského dvora v Berlíně a v květnu roku 1806 u Napoleonova dvora v Paříži. Dne 4. srpna 1809 byl jmenován rakouským ministrem zahraničí; tento úřad vykonával až do roku 1848, kdy odstoupil na protest proti revolučnímu povstání ve Vídni. Roku 1814 byl povýšen do dědičného knížecího stavu a 25. května roku 1821 se stal rakouským státním kancléřem.
Byl obratným politikem – na jeho radu bylo po porážce Rakouska v roce 1809 zpečetěno nové spojenectví s Francií svatbou rakouské arcivévodkyně Marie Luisy s císařem Napoleonem. Podařilo se mu udržet i náklonnost ruského cara Alexandra I. Po Napoleonově neúspěšném ruském tažení Metternich vyčkával a teprve v roce 1813 vyjednával nejprve s Alexandrem v Opočně, 27. června ve slezském Reichenbachu a 29. července svolal „mírovou konferenci“ v Praze. Když neměla úspěch, podepsal 9. září v Teplicích novou protinapoleonskou koalici s Ruskem a Pruskem, která zvítězila v říjnu 1813 v bitvě národů u Lipska a 31. března 1814 obsadila i Paříž. V roce 1826 koupil Metternich klášter v Plasích, který stavebně upravil (interiéry prelatury, úpravy nádvoří, zbourání kaple sv. Bartoloměje a Ondřeje, odstranění kostela Panny Marie Růžencové u brány…). V bývalém hřbitovním kostele sv. Václava za hradbami kláštera dal v letech 1827–1828 vybudovat svoji rodinnou hrobku.[zdroj?]
| „                    | V mých žilách proudí Rýn. Mou otčinou je Porýní, mou vlastí Evropa. | “ |
| — Klement Metternich |                                                                     |   |

| „                           | Největší – a tedy také nejbezprostřednější – zlo je dnes tisk. | “ |
| — Klement Metternich (1819) |                                                                |   |

## Vídeňský kongres a Svatá aliance

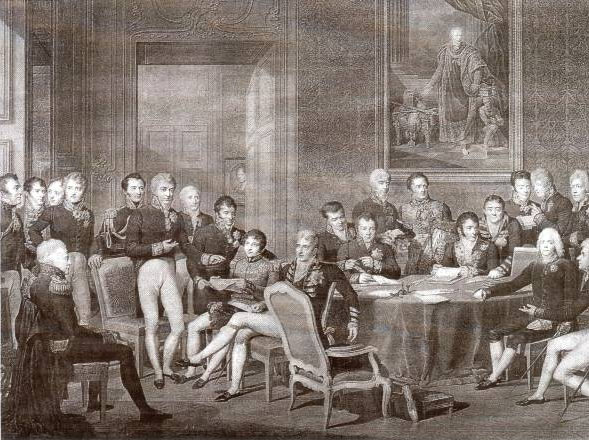
Vídeňský kongres (1814–1815)

Od podzimu 1814 do léta 1815 pořádal kníže Metternich ve Vídni mezinárodní kongres, který nově upravil poměry v Evropě a významně posílil moc východních konzervativních monarchií. Podpořil carovu myšlenku vzniku Svaté aliance (26. září 1815) jako spojenectví tří křesťanských panovníků (rakouský císař František I., pruský král Bedřich Vilém III. a ruský car Alexandr I.) proti revoluci, liberalismu a nacionalismu. Ke Svaté alianci později přistoupili všichni křesťanští panovníci Evropy s výjimkou britského krále a papeže.[zdroj?]
Jako strážce nového evropského pořádku uskutečnil kníže Metternich se svolením a s pomocí ostatních panovníků trestné výpravy za účelem rychlého pokoření revolučního hnutí na Apeninském poloostrově a ve Španělsku. Systém Svaté aliance vydržel s přestávkami až do krymské války (1853–1856).[zdroj?]

## Metternichovy politické zásady
Kníže Metternich řídil rakouskou zahraniční politiku téměř čtyřicet let. Za tu dobu nezměnil své politické zásady. Byl zapřisáhlým monarchistou, odchovaný rokokovým vestfálským dvorem v Koblenzi na soutoku Mosely a Rýna. Měl osobní negativní zkušenosti s revolucí, před kterou musel uprchnout z Porýní do Vídně. Zastával názor, že prosazení liberálního a nacionálního principu by vedlo k rozkladu monarchií v Evropě. Zastával rovněž zásadu konzervativního pořádku a legitimity, i když například v nástupnické otázce Františkova nemocného syna Ferdinanda byl ochoten z této zásady z praktických důvodů ustoupit.[zdroj?]
Jeho zahraničně politickým ideálem, k němuž neustále směřoval, byla evropská rovnováha ve formě velmocenské pentarchie. Za doménu rakouské politiky považoval severoitalský a západobalkánský prostor. Usiloval o zachování převládajícího vlivu Vídně v jihoněmeckých a středoněmeckých státech a snažil se prosazovat společné kroky s Pruskem při řešení politických a hospodářských problémů. Díky Metternichově politické obratnosti a také díky schopnostem jeho osobního tajemníka Friedricha Gentze, prožila habsburská monarchie dlouhá desetiletí nebývalého klidu na velmocenském výsluní.[zdroj?]

## Metternich a národní hnutí

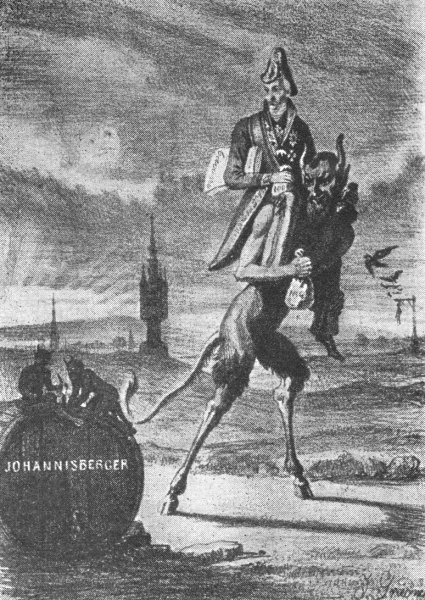
Čert odnáší Metternicha. Karikatura J. Grädnera z roku 1848

Kníže Metternich pocházel z Porýní, ale nikdy se nepovažoval za Němce v moderním nacionálně vymezeném smyslu slova. Pro něho byl stát hodnotou nadřazenou národu. Kulturní rozvíjení národnosti v duchu monarchistických a nepolitických tradic toleroval, dokud nezjistil, že se kříží s jeho zahraničněpolitickými záměry. Tento zlom nastal na počátku 40. let, kdy došlo k nacionalistickým rozhodnutím uherského sněmu a protipolskému haličskému rolnickému povstání. Obojí ohrožovalo vnitřní soudržnost říše a oslabovalo monarchii navenek. K tomu se ještě přidružilo nacionálně-hospodářské sjednocování německých států pod patronací Pruska.[zdroj?]
Metternichovým heslem byla „jednota v různosti“ a onu jednotu mu symbolizovala především osoba schopného monarchy, pod jehož vládou bylo jedině možné udržet pohromadě heterogenní a proti sobě vzájemně brojící národy. Takováto sjednocující síla ale nebyla po smrti Františka I. k dispozici.[zdroj?]
Kníže Metternich potíral všechna hnutí, jež byla založena na národně-liberální ideologii. Proto se po zavraždění německého spisovatele Augusta von Kotzebue studentem Sandem zasadil o koordinovaný postup všech knížat sdružených v Německém spolku proti německému liberálnímu hnutí. Karlovarská usnesení ze srpna 1819, která omezovala především autonomii univerzit a dozírala na všechny veřejné aktivity, učinila z Metternicha v očích západní Evropy antiliberálního reakcionáře, bojujícího proti vlastnímu národu.[zdroj?]
Přesto pomohl vydat Dějiny národu českého od Františka Palackého, a to tím, že pomohl zlomit odpor cenzury.

## Revoluce roku 1848
13. března 1848 došlo ve Vídni k ozbrojeným srážkám lidu s vojskem, které si vyžádaly několik desítek mrtvých. Revoluční nálada v hlavním městě donutila císaře Ferdinanda I., aby kancléře Metternicha propustil ze svých služeb. Ten vzápětí dobrovolně odešel do Anglie. Na sklonku života se Klemens Wenzel vrátil z Anglie a žil střídavě ve Vídni a na svém zámku Kynžvart. Zemřel roku 1859 ve Vídni. Jeho ostatky byly převezeny do rodinné hrobky v kostele sv. Václava v Plasích, kde spočívají dodnes.

## Tituly a vyznamenání
Jako nejvýznamnější osobnost Rakouského císařství první poloviny 19. století dosáhl nejvyššího postavení ve šlechtické hierarchii střední Evropy, s ohledem na své aktivity v závěru napoleonských válek a jako iniciátor Vídeňského kongresu obdržel také řady ocenění od většiny evropských panovníků. Po otci byl dědicem knížecího titulu platného pro Rakousko (1818), v roce 1825 získal nárok na oslovení Durchlaucht (Jasnost). V roce 1816 obdržel v Itálii titul vévody z Portelly, téhož roku se stal dědičným španělským grandem I. třídy. V rámci Vídeňského kongresu a krátce po něm obdržel od ruského cara Alexandra I. Řád sv. Ondřeje, Řád sv. Alexandra Něvského a Řád sv. Anny I. třídy, od pruského krále Fridricha Viléma III. dostal Řád červené orlice. Ve Francii se stal nositelem Řád sv. Ducha, dále byl rytířem dánského Řádu slona, španělského Řádu Karla III. a portugalského Kristova řádu. Nositelem dalších řádů se stal v německých zemích, které rozhodnutím Vídeňského kongresu získaly statut království (Hannoversko, Württembersko). V rámci habsburské monarchie byl nositelem velkokříže Řádu sv. Štěpána. Mezi rytíře prestižního Řádu zlatého rouna byl uveden již v roce 1810.
Plné znění titulů a hodností knížete Metternicha v závěru jeho politické kariéry:
Jeho Jasnost pan Klemens Wenzel Lothar kníže z Metternich-Winneburgu, vévoda z Portelly, hrabě z Kynžvartu, pán na panstvích Plasy, Kaceřov, Krašov, Johannisberg, Vřesovice, Kovalovice etc. etc., španělský grand I. třídy, rytíř Zlatého rouna, majitel velkokříže uherského Královského řádu sv. Štěpána, držitel zlaté medaile za civilní zásluhy, rytíř Řádu sv. Jana Jeruzalémského, rytíř ruského carského Řádu sv. Ondřeje, Řádu sv. Alexandra Něvského a Řádu sv. Anny I. třídy, francouzského královského Řádu sv. Ducha, sardinského královského Řádu Annunziatina, nositel velkokříže papežského Řádu sv. Řehoře Velikého, rytíř švédského královského Řádu Serafínů a dánského královského Řádu slona, nositel velkokříže španělského královského Řádu Karla III., rytíř pruských královských řádů Černé a Červené orlice, brazilského císařského Řádu Jižního kříže, královského portugalského Řádu Kristova, nositel velkokříže královského sicilského Řádu sv. Ferdinanda a velkovévodského toskánského Řádu sv. Josefa, rytíř hannoverského královského Řádu Guelfů, württemberského královského Řádu koruny, bavorského královského Řádu sv. Huberta, řeckého královského Řádu Spasitele, belgického královského Řádu Leopoldova, nizozemského královského Řádu lva, bádenského velkovévodského Řádu domácí věrnosti, hesenského velkovévodského Řádu Ludvíka a Řádu zlatého lva, vévodského anhaltského Domácího řádu Albrechta Medvěda, Vévodského sasko-ernestinského domácího řádu, Jeho c. k. Veličenstva skutečný tajný rada a komoří, domácí, dvorský a státní kancléř, státní a konferenční ministr, kancléř Vojenského řádu Marie Terezie, kurátor Císařské akademie výtvarných umění, prezident Archeologické společnosti v Římě, konzervátor univerzity v Krakově, člen C. k. zemědělské společnosti ve Vídni

## Majetkové poměry

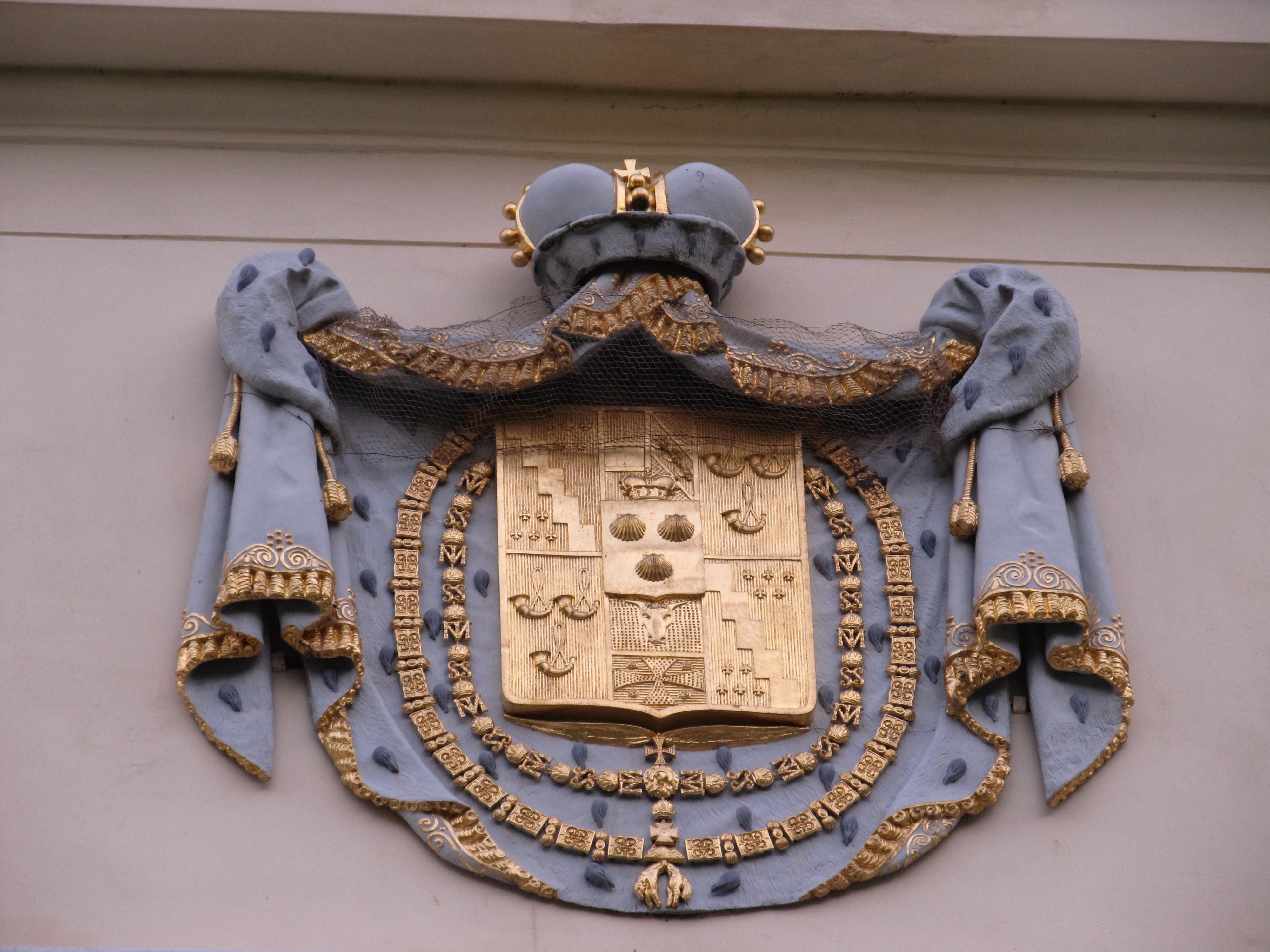
Erb knížete Klemense Metternicha s dekorací Řádu zlatého rouna na západním průčelí zámku Kynžvart

I přes značné majetkové ztráty v Říši během napoleonských válek zůstalo zachováno panství Johannisberg v Porýní, které patřilo Metternichům až do vymření rodu v roce 1992. Částečnou kompenzací za ztracené statky v Porýní získali Metternichové panství zrušeného kláštera Ochsenhausen (1803), které jim patřilo do roku 1825 (vzácné tisky z klášterní knihovny byly převezeny na zámek Kynžvart). Hlavním majetkem v Čechách bylo fideikomisní panství Kynžvart v západních Čechách, které rodině patřilo od 17. století. Klemens Metternich dostal kynžvartský zámek jako vánoční dar od svého otce v roce 1808, ale až mnohem později přistoupil k jeho radikální přestavbě. Autorem projektu byl vídeňský architekt Pietro Nobile, přední představitel klasicismu, přestavba probíhala v letech 1820–1839. Výsledkem byla honosná rezidence dostatečně reprezentující nejvlivnějšího muže habsburské monarchie, na zámku byly soustředěny také bohaté umělecké sbírky. Stavební adaptace se dotkly i dalších budov v okolí zámku, upravován byl také rozlehlý zámecký park obohacený o několik drobných staveb typických pro anglický park. Kníže Metternich příležitostně rozšiřoval i majetek své první manželky na Moravě, ke Kojetínu přikoupil v roce 1819 statek Kovalovice a v roce 1825 získal od náboženského fondu panství Vřesovice.
K nejvýznamnějšímu rozšíření rodového majetku došlo po napoleonských válkách, kdy Rakousko přistoupilo k prodeji majetku klášterů zrušených za Josefa II. spravovaných dosud náboženským fondem. Kancléř Metternich využil nabídky zakoupit rozsáhlé panství kláštera Plasy s městem Kralovice, 55 vesnicemi a připojenými statky Kaceřov a Krašov. Kupní smlouva s nejvyšším purkrabstvím byla uzavřena v červenci 1827, předepsanou cenu jeden milión sto tisíc zlatých zaplatil Metternich ale již předtím ve třech splátkách. Ještě před transakcí Plasy osobně navštívil a rozhodl o přestavbě klášterního kostela sv. Václava na rodinnou hrobku, v níž jsou dnes uloženy ostatky 21 Metternichů a jejich příbuzných. Prelatura kláštera byla upravena do podoby zámku a konvent se stal sídlem panských úřadů. Od roku 1829 fungovala v Plasech knížecí železářská huť. Velkostatek Plasy s rozlohou bezmála 14 000 hektarů půdy byl do 20. století největším majetkem Metternichů v Čechách.[zdroj?]

## Rodina a potomstvo
Klemens Metternich byl třikrát ženatý a ze tří manželství měl čtrnáct dětí, z nichž pět zemřelo v dětství. První sňatek uzavřel v kostele Vzkříšení Páně ve Slavkově u Brna 27. září 1795 s hraběnkou Marií Eleonorou Kounicovou (1775–1825), dcerou knížete Arnošta Kryštofa z Kounic-Rietbergu. Svatebními svědky obou novomanželů byli mladší bratři knížete Arnošta Kounice, Dominik Ondřej a František Václav. Marie Eleonora se později stala dámou Řádu hvězdového kříže a po matce byla dědičkou panství Kojetín, které vytvořilo ekonomické zázemí pro Metternichův počátek diplomatické kariéry. Marie Eleonora zemřela v Paříži v březnu 1825 ve věku nedožitých padesáti let.
O dva roky později se Metternich podruhé oženil s výrazně mladší baronkou Marií Antonií (Antoinettou) von Leykam (1806–1829), dcerou diplomata Christopha Ambrose von Leykam. Stavovský rozdíl mezi novomanželi vyrovnal císař František krátce po sňatku, když v listopadu 1827 povýšil Antoinettu na hraběnku z Beilsteinu (tento titul byl součástí knížecí titulatury Metternichů). Antoinetta zemřela na zámku Kynžvart krátce po narození syna Richarda v lednu 1829.[zdroj?]
O dva roky později Metternich uzavřel třetí sňatek s hraběnkou Melánií Zichy-Ferrarisovou (1805–1854). Rodina Zichyů patřila k významné uherské šlechtě a Melánie udržovala přátelské styky s Metternichem ještě před jeho druhým manželstvím s Antonií Leykamovou. Melánie byla dámou Řádu hvězdového kříže a zemřela ve Vídni v březnu 1854 ve věku 49 let. Z tohoto manželství se narodilo pět dětí.[zdroj?]

### Potomstvo
S Marií Eleonorou Kounicovou (od roku 1795) měl osm dětí:
- 1. Marie Leopoldina (17. 1. 1797 – 24. 7. 1820 Baden), manž. 1817 hrabě Josef Esterházy z Galanty (24. 11.1791 Čeklís – 12. 5. 1847 Vídeň), c. k. komoří, majitel panství Čeklís a Senec v Horních Uhrách
- 2. František Karel Jan Jiří (21. 2. 1798 – 3. 12. 1799)
- 3. Klemens Eduard (10. 6. 1799 – 15. 6. 1799)
- 4. František Karel Viktor Arnošt Lothar Klemens Josef Antonín Adam (12. 1. 1803 – 30. 11. 1829 Vídeň), c. k. komoří, diplomat, rytíř Maltézského řádu, majitel panství Kojetín[17], zemřel svobodný, ale udržoval vztah s Claire Clémence de Maillé de La Tour-Landry (9. 12. 1796 – 16. 7. 1861 Paříž) a měli spolu jednoho syna Rogera (21. 10. 1827 – 14. 10. 1906 Vídeň)
- 5. Klementina Marie (30. 8. 1804 – 6. 5. 1820)
- 6. Marie Antonie (25. 8. 1806 – 17. 1. 1829)
- 7. Leontina Adelheid Marie Paulina (18. 6. 1811 Vídeň – 6. 11. 1861 Vídeň), c. k. palácová dáma, dáma Řádu hvězdového kříže, majitelka velkostatku Kojetín, manž. 1835 hrabě Móric Šándor ze Slavnice (23. 5. 1805 Budapešť – 23. 2. 1878 Vídeň), c. k. tajný rada, komoří, majitel velkostatku Bajna, milovník koní a dostihů přezdívaný „ďábelský“, „čertův“ nebo „bláznivý“ jezdec
- 8. Hermína Gabriela Marie Eleonora Leopoldina (1. 9. 1815 Vídeň – 8. 12. 1890 Vídeň), dáma Ústavu šlechtičen ve Vídni, svobodná a bezdětná

S Marií Antonií z Leykamu (od roku 1827):
- 9. Richard Klemens (7. 1. 1829 Vídeň – 1. 3. 1895 Vídeň), kníže Metternich-Winneburg, vévoda z Portelly, rakousko-uherský velvyslanec ve Francii 1859–1870, c. k. tajný rada, komoří, dědičný člen rakouské panské sněmovny, rytíř Řádu zlatého rouna, manž. 1856 hraběnka Paulina Metternich-Sándorová (25. 2. 1836 Vídeň – 28. 9. 1921 Vídeň), c. k.  palácová dáma, dáma Řádu hvězdového kříže, majitelka velkostatků Bajna a Kojetín

S hraběnkou Melanií Zichyovou-Ferraris (od roku 1831) :
- 10. Melanie Marie Paulina Alexandrina (27. 2. 1832 Vídeň – 16. 11. 1919 Vídeň), c. k. palácová dáma, dáma Řádu hvězdového kříže, manž. 1853 hrabě Josef Zichy (9. 7. 1814 – 14. 1. 1897 Vídeň), c. k. komoří
- 11. Klemens (21. 4. 1833 – 10. 6. 1833)
- 12. Pavel Klemens (14. 10. 1834 Vídeň – 6. 2. 1906 Vídeň), kníže Metternich-Winneburg, vévoda z Portelly, hrabě z Kynžvartu, c. k. generálmajor, komoří, dědičný člen rakouské panské sněmovny, manž. 1868 hraběnka Melanie Zichy-Ferrarisová (16. 8. 1843 – 3. 8. 1925), c. k. palácová dáma, dáma Řádu hvězdového kříže
- 13. Marie Emilie (23. 3. 1836 – 12. 6. 1836)
- 14. Lothar Štěpán August Maria (12. 9. 1837 Vídeň – 2. 10. 1904), c. k. tajný rada, komoří, státní úředník, viceprezident místodržitelství v Dolním Rakousku, I. manž. 1868 Karoline Reitter (? – 21. 9. 1899), morganatické manželství, II. manž. 1900 hraběnka Františka Mitrovská z Mitrovic a Nemyšle (10. 11. 1846 Praha – 19. 3. 1918 Vídeň)

### Nemanželské děti
Metternich byl znám také mnoha svými milostnými skandály a je velmi pravděpodobné, že měl i několik nemanželských dětí. Snad nejznámější byl dlouholetý vztah s Kateřinou Vilemínou Zaháňskou, známou jako paní kněžna z Babičky Boženy Němcové, jež podle některých názorů měla být jejich nemanželskou dcerou (jiná hypotéza však považuje za matku Boženy Němcové mladší sestru Doroteu; hodnověrné důkazy však neexistují ani pro jednu z nich). Dalším z takových vztahů byl milostný poměr s ruskou kněžnou Jekatěrinou Pavlovnou Bagrationovou, s níž měl dceru Marii Klementinu (1810–1829). Ta ovšem byla na osobní příkaz ruského imperátora Alexandra I. později prohlášena legitimní dcerou knížete Petra Ivanoviče Bagrationa, generála ruské imperiální armády, manžela Jekatěriny Bagrationové a stala se tak oficiální členkou gruzínské královské dynastie Bagrationů. S Annou Elisabeth Hafenbrädl (1787–1862) měl syna Josefa Alexandra, pozdějšího rakouského diplomata známého jako Alexandr hrabě Hübner (1811–1892).

## Galerie

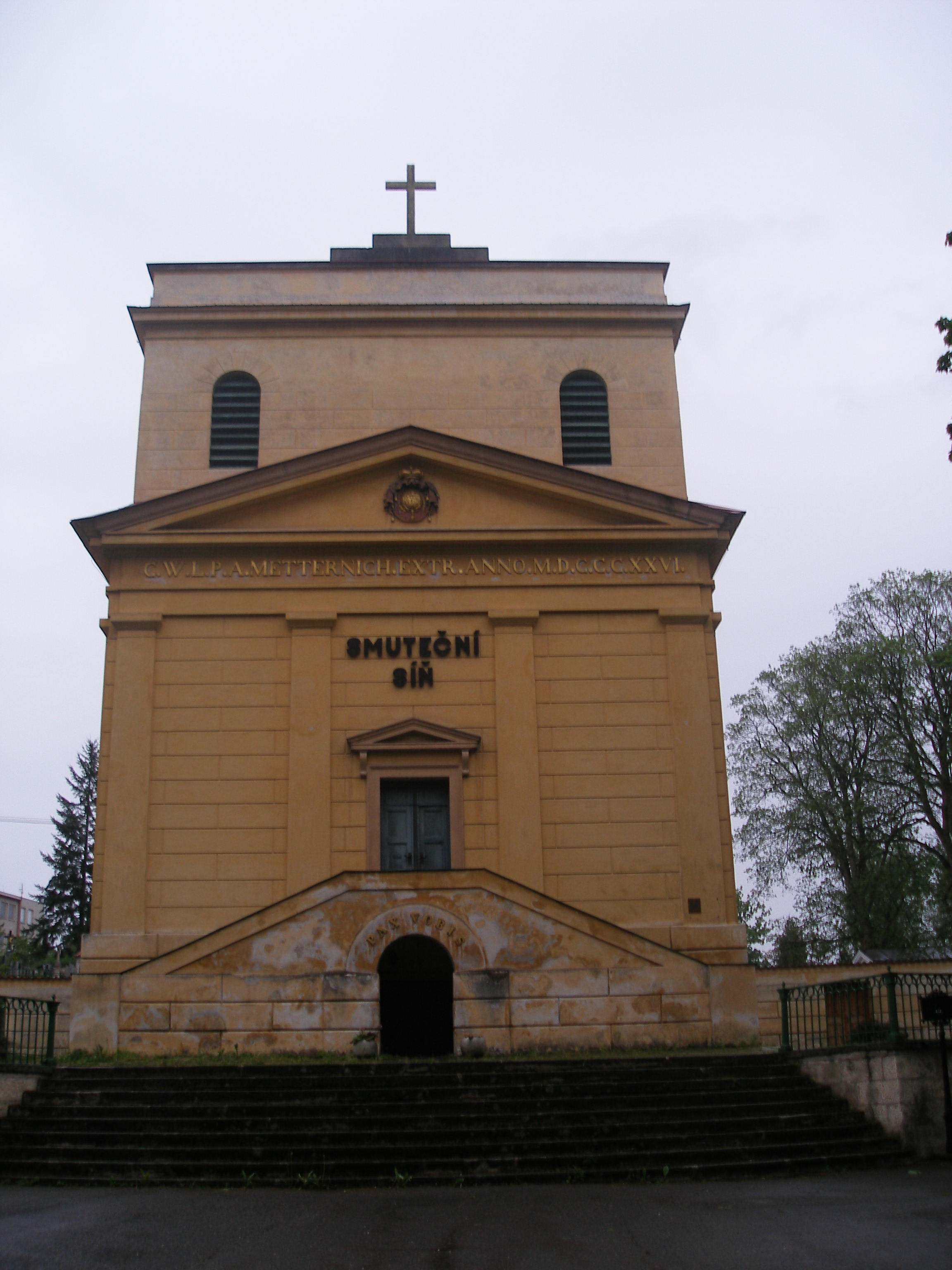
Rodinná hrobka Metternichů
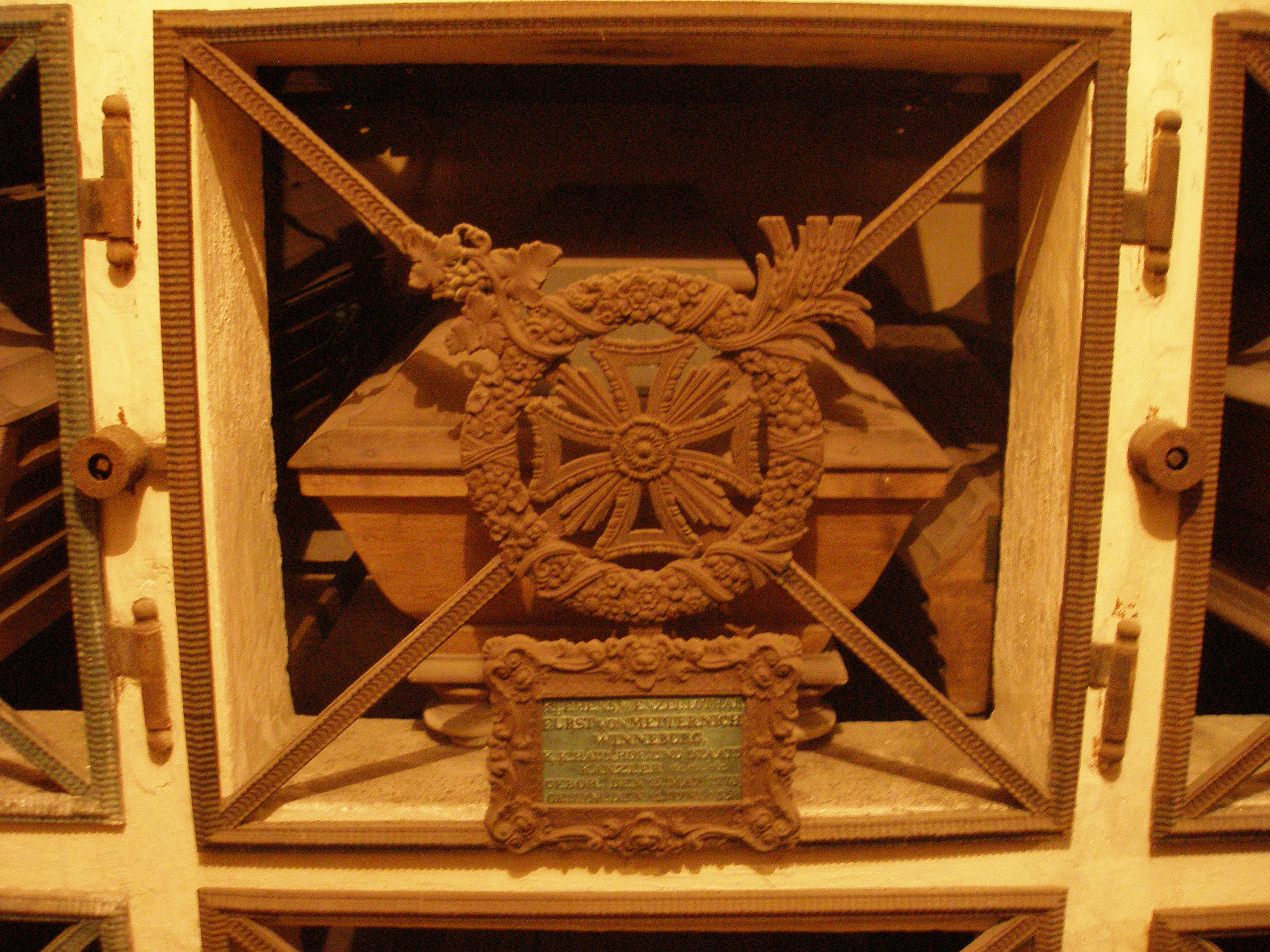
Rakev knížete Metternicha